# Kazunari Okayama
Kazunari Okayama (岡山 一成 Okayama Kazunari?, nacido el 24 de abril de 1978 en Osaka) es un exfutbolista japonés. Jugaba de defensa y su último club fue el Nara Club de Japón.

## Trayectoria

### Clubes
| Club                | País          | Año         |
| ------------------- | ------------- | ----------- |
| Yokohama F. Marinos | Japón         | 1997 - 2000 |
| Omiya Ardija        | Japón         | 1999        |
| Cerezo Osaka        | Japón         | 2001        |
| Kawasaki Frontale   | Japón         | 2002 - 2004 |
| Avispa Fukuoka      | Japón         | 2005        |
| Kashiwa Reysol      | Japón         | 2006 - 2007 |
| Vegalta Sendai      | Japón         | 2007 - 2008 |
| Pohang Steelers     | Corea del Sur | 2009 - 2010 |
| Consadole Sapporo   | Japón         | 2011 - 2012 |
| Nara Club           | Japón         | 2013 - 2017 |

## Estadística de carrera

### J. League
| Club                | Año   | J. League | J. League | Copa J. League | Copa J. League | Total | Total |
| Club                | Año   | Part.     | Goles     | Part.          | Goles          | Part. | Goles |
| ------------------- | ----- | --------- | --------- | -------------- | -------------- | ----- | ----- |
| Yokohama Marinos    | 1997  | 8         | 3         | 0              | 0              | 8     | 3     |
| Yokohama Marinos    | 1998  | 5         | 0         | 4              | 2              | 9     | 2     |
| Yokohama F. Marinos | 1999  | 4         | 0         | 0              | 0              | 4     | 0     |
| Omiya Ardija        | 1999  | 6         | 1         | 0              | 0              | 6     | 1     |
| Yokohama F. Marinos | 2000  | 13        | 0         | 1              | 0              | 14    | 0     |
| Cerezo Osaka        | 2001  | 28        | 3         | 2              | 0              | 30    | 3     |
| Kawasaki Frontale   | 2002  | 37        | 1         | -              | -              | 37    | 1     |
| Kawasaki Frontale   | 2003  | 34        | 2         | -              | -              | 34    | 2     |
| Kawasaki Frontale   | 2004  | 2         | 0         | -              | -              | 2     | 0     |
| Avispa Fukuoka      | 2005  | 34        | 0         | -              | -              | 34    | 0     |
| Kashiwa Reysol      | 2006  | 45        | 10        | -              | -              | 45    | 10    |
| Kashiwa Reysol      | 2007  | 1         | 0         | 3              | 0              | 4     | 0     |
| Vegalta Sendai      | 2007  | 18        | 2         | -              | -              | 18    | 2     |
| Vegalta Sendai      | 2008  | 33        | 4         | -              | -              | 33    | 4     |
| Consadole Sapporo   | 2011  | 5         | 0         | -              | -              | 5     | 0     |
| Consadole Sapporo   | 2012  | 5         | 0         | 2              | 0              | 7     | 0     |
| Total               | Total | 278       | 26        | 12             | 2              | 290   | 28    |

## Palmarés

### Títulos nacionales
| Título    | Club              | País  | Año  |
| --------- | ----------------- | ----- | ---- |
| J2 League | Kawasaki Frontale | Japón | 2004 |